# بيل ويلش
بيل ويلش هو صحفي وسياسي أمريكي، ولد في 23 نوفمبر 1941 في فيلادلفيا في الولايات المتحدة، وتوفي في 4 سبتمبر 2009 في هرشي في الولايات المتحدة.